# Гравитационная модель внешней торговли
Гравитационная модель (от лат. gravitas — вес, сила, действие) — модель, описывающая социальные и экономические взаимодействия между пространственными объектами (городами, регионами, странами). Используется в региональном анализе и пространственном анализе экономики. В различных модификациях такие же модели используются при исследовании процессов урбанизации, размещения промышленности, экспортно-импортных взаимосвязей, миграции населения.

## Математическая модель
Модель основана на предположении, что величина взаимодействия пропорциональна произведению показателей значимости (величины, количества) объектов и обратно пропорциональна расстоянию между ними:
{\displaystyle M_{ij}=k{\frac {p_{i}p_{j}}{d_{ij}^{2}}}}
где {\displaystyle M_{ij}} — показатель взаимодействия между объектами {\displaystyle i} и {\displaystyle j}; {\displaystyle k} — коэффициент соответствия; p — некоторая мера значимости объекта (напр., численность населения города {\displaystyle i} и {\displaystyle j}); {\displaystyle {d_{ij}^{2}}} — расстояние между объектами.
Легко заметить, что приведенная формула аналогична физической формуле гравитационного взаимодействия тел: отсюда и название этой модели.

## Применение
При соответствующем подборе параметров данная модель используется для миграционного взаимодействия. Эта модель хорошо описывает международную телефонию. Гравитационная модель применяются при исследовании товарных потоков между парами стран. В них учитываются социально-экономические факторы, определяются экспортные возможности и импортные потребности торговых партнеров, факторы, относящиеся к продвижению товарного потока (расстояние, наличие таможенных барьеров и т. п.).